# Lenzkirch
Lenzkirch – miejscowość i gmina uzdrowiskowa w Niemczech, w kraju związkowym Badenia-Wirtembergia, w rejencji Fryburg, w regionie Südlicher Oberrhein, w powiecie Breisgau-Hochschwarzwald. Leży nad rzeką Haslach, ok. 4 km na południe od Titisee-Neustadt oraz ok. 6 km od Schluchsee, przy drodze krajowej B315.